# Врхово (Радече)
Врхово (словен. Vrhovo) је насељено место у словеначкој општини Радече у покрајини Долењска која припада Посавској регији. До јануара 2014. је припадало Савињској регији.
Налази се на десној обали реке Саве, на надморској висини 194,3 м, површине 1,95 км². Приликом пописа становништва 2011. године насеље је имало 250 становника. 
Локална црква је посвећена Светом Мартину и припада парохији Радече.